# 9. bersaljerski polk (Italija)
9. bersaljerski polk (izvirno italijansko 9º Reggimento di Bersaglieri) je bil bersaljerski polk Kraljeve italijanske kopenske vojske.

## Zgodovina
Med drugo svetovno vojno je bil polk nastanjen v Severni Afriki.